# Напредак (новине)
Напредак је био политички лист Срба из јужне Угарске који је, са прекидима, излазио од 1848. до 1869. године.

## Историјат
Излазио је двапут недељно. Уредник и издавач био је др Данило Медаковић, познати историчар и публициста. Лист је првобитно излазио у Сремским Карловцима, у штампарији „Медаковић”, а од 1849. штампан је у Земуну где је убрзо, због забране, престао да излази.
Године 1863. Медаковић је поново покренуо лист у Новом Саду, где излази у штампарији Игњата Фукса, а касније Епископској печатњи. Од 1864. издавач и уредник био је Ђорђе Поповић-Даничар.
Припадници круга млађих интелектуалаца, који је прерастао у „Друштво српског напретка” предвођено Медаковићем, износили су своје политичке ставове на странама ових новина.